# Wen Cheng
Wencheng  (em tibetano: Wylie: Mung-chang Kungco; chinês: 文成公主, pinyin: Wénchéng Gōngzhǔ, Wade–Giles: Wen-ch'eng Kung-chu; 628–680/2) era uma princesa de um ramo menor da Dinastia Tang. Em 641, ela foi concedida pelo imperador Taizong ao imperador Songtsän Gampo do Tibete para o casamento, um ator involuntário da política heqin do imperador (a aliança por casamento). Ela é popularmente conhecida no Tibete como "Gyasa", ou "esposa chinesa".